# Gołąbek błękitny

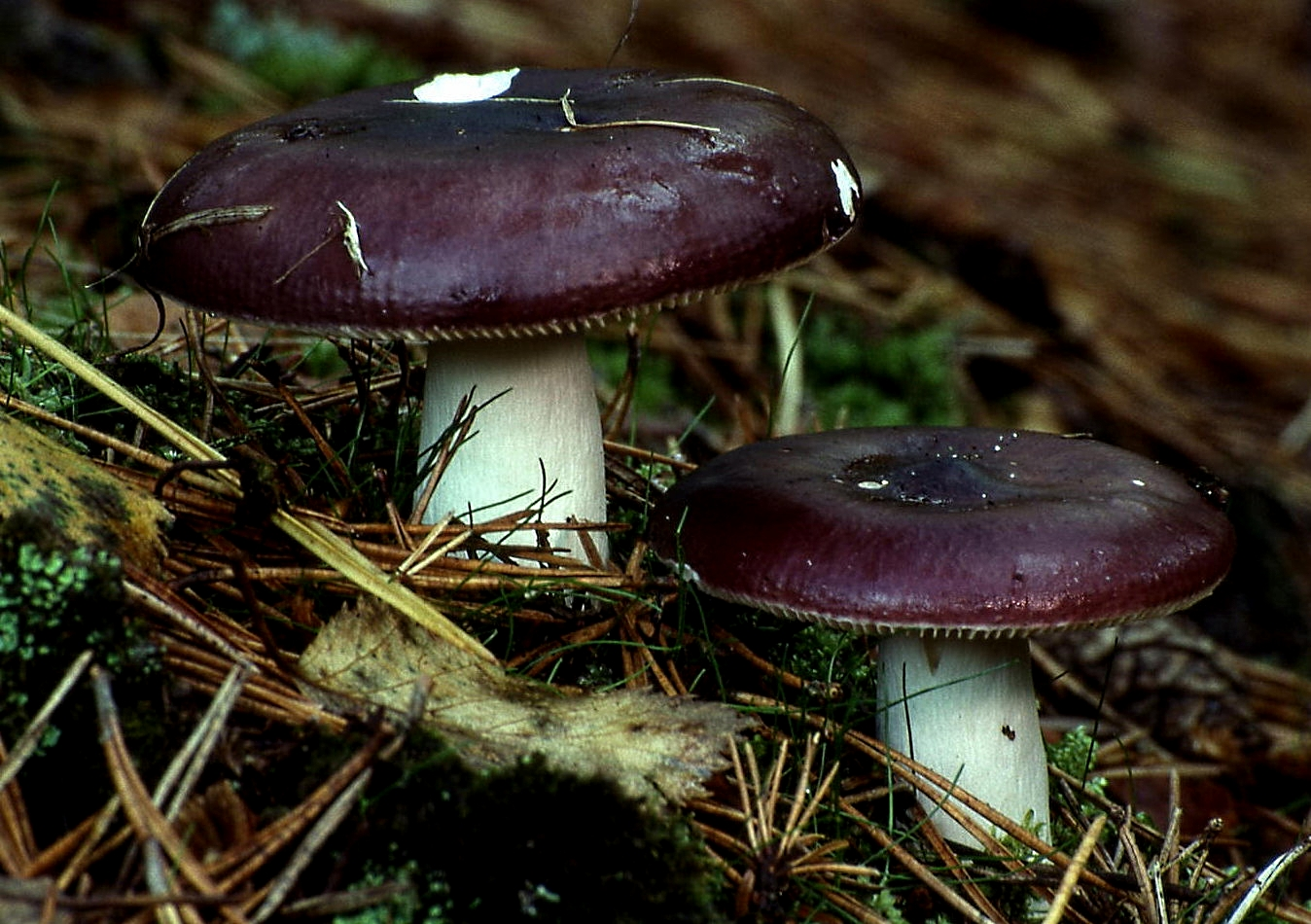

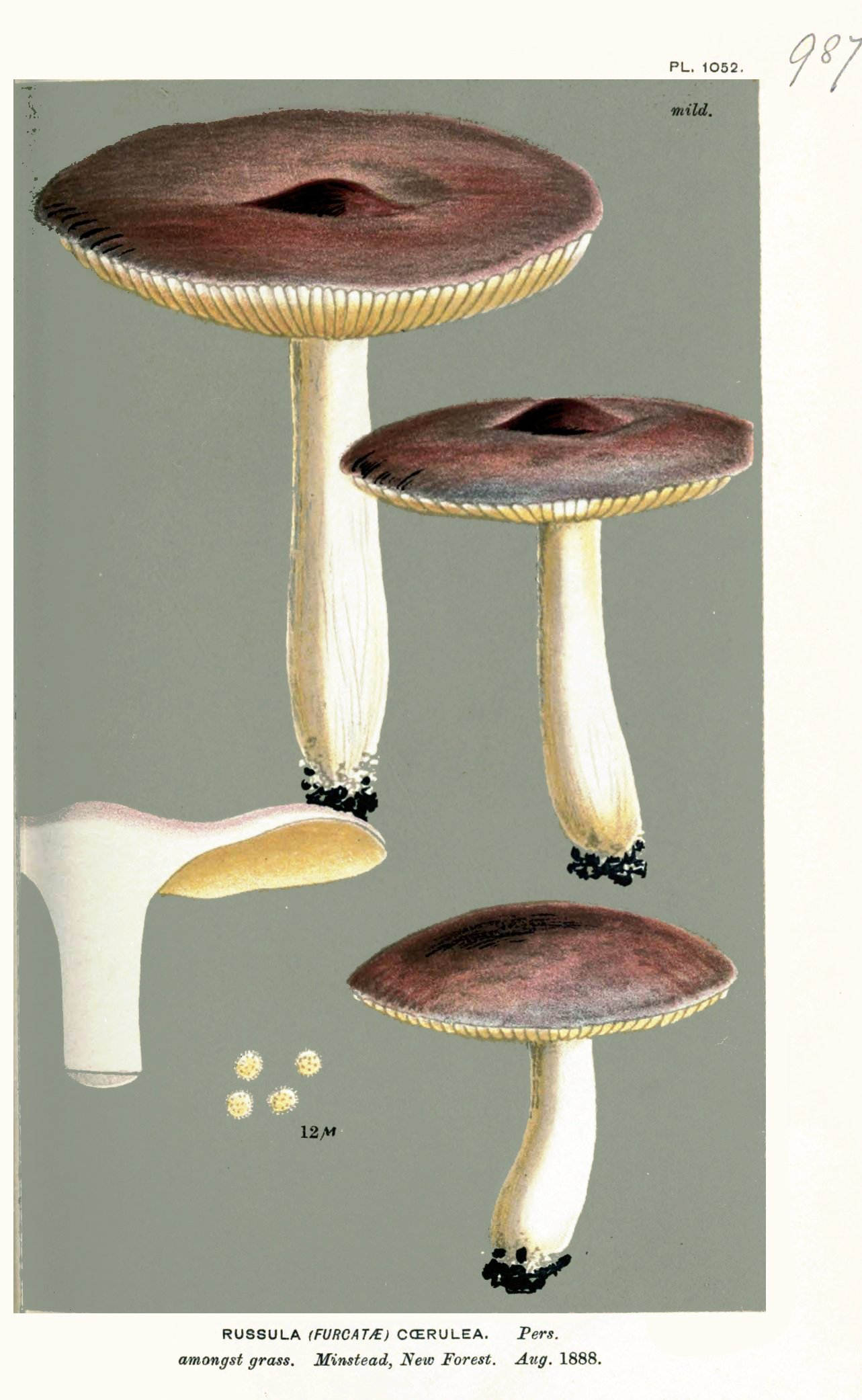

Gołąbek błękitny (Russula caerulea Fr.) – gatunek grzybów należący do rodziny gołąbkowatych (Russulaceae).

## Systematyka i nazewnictwo
Pozycja w klasyfikacji według Index Fungorum: Russula, Russulaceae, Russulales, Incertae sedis, Agaricomycetes, Agaricomycotina, Basidiomycota, Fungi.
Po raz pierwszy opisał go w 1801 r. Elias Fries i nadana przez niego nazwa naukowa jest aktualna. Synonimy:
- Agaricus caeruleus Pers. 1801
- Russula amara Kučera 1927
- Russula caerulea var. umbonata Gillet 1892
- Russula umbonata Gillet 1898
- Russulina caerulea (Fr.) F. Kauffman 1909[2].

Polską nazwę podała Alina Skirgiełło w 1991 r.

## Morfologia
Kapelusz
Średnica 3–12 cm, dość mięsisty, początkowo prawie stożkowy, potem płaski z dość ostrym garbkiem, na koniec wklęsły z dużym, tępym i niskim garbkiem. Brzeg początkowo podwinięty i gładki, potem prosty, czasami nieco prążkowany. Powierzchnia u młodych okazów prawie czarna, potem fioletowa, winna lub ciemnofioletowa, czasem także brązowofioletowa, często z miedzianymi przebarwieniami na brzegu, ale rzadko (przy bardzo wilgotnej pogodzie) całkiem blada. Środek bordowy, rdzawowinny, średnio czekoladowy lub o barwie pomiędzy głęboką czerwienią koryncką a czerwienią indyjską. Skórka początkowo przyrośnięta, z wyjątkiem brzegu, później czasami dająca się oddzielić na 1/3 do 1/2 średnicy kapelusza, pod lupą gładka lub drobno chropowata, błyszcząca i naga, rzadko lekko oprószona na brzegu.
Blaszki
Gęste lub średnio gęste, cienkie, gdzieniegdzie rozwidlone lub z pojedynczymi blaszeczkami, początkowo o barwie od białej do kości słoniowej, potem cytrynowokremowe i na koniec jasnoochrowe. Krawędzie całe, tej samej barwy.
Trzon
Wysokość 4–10 cm, grubość 1–2 cm, mięsisty, mocny, długi i smukły, zwężony ku górze i maczugowaty u nasady, która osiąga średnicę 2,5 cm, a tam, początkowo pełny, potem gąbczasty i zwykle robaczywy. Powierzchnia początkowo biała, potem brudnobrązowawa lub brudnoszara, drobno pomarszczona, dość wyraźnie przerywana, w stanie świeżym górą omączona, w innych miejscach dość błyszcząca.
Miąższ
Dość zwarty, ale nie twardy, początkowo biały, później lekko szarzejący lub brązowiejący, pod skórką fioletowawy. Ma owocowy zapach i lekko kwaśny, łagodny smak, ale skórka ma smak rumiankowy, który nasila się podczas gotowania.
Wysyp zarodników
Jasnożółty.
Reakcje barwne
Sulfowanilina nadaje powierzchni łodygi przelotny, porzeczkowy odcień, z gwajakolem reakcja słaba i powolna.
Cechy mikroskopowe
Podstawki 35–55 x (8)–10–13–(14) µm, prawie bezbarwne, w sulfowanilinie jedynie bladoróżowe. Bazydiospory 8–9,25 × 6,7–8 µm, odwrotnie jajowate, pokryte kolcami połączonymi ciągłymi lub przerywanymi grzbietami. Kolce 1-1,25 µm, często niecałkowicie amyloidalne, wyrostek wnęki haczykowaty, wydatny i stosunkowo długi (2 × 1,25–1,75 µm), hilum 3–3,75 µm, dość wyraźnie amyloidalne. Cystydy cylindryczne, 60–115 × 8–13 µm, tępe, ostrołukowe lub ostro zakończone.
Skórka gruba i zwarta, zbudowana ze strzępek wypełnionych winnoczerwonym pigmentem, który początkowo jest płynny, następnie kondensuje w zestalone ciałka. Pod warstwą epikutisu szerokie strzępki (6–18 µm) lub z ampułkowatymi nabrzmieniami, czasami przekształcone w sferocyty z wakuolami.
Gatunki podobne
Jest wiele gołąbków o podobnej barwie. Cechą, po której najłatwiej jest odróżnić gołąbka błękitnego jest jego charakterystyczny garbek utrzymujący się przez cały okres rozwoju owocnika.

## Występowanie i siedlisko
Najwięcej stanowisk podano w Europie i jest w niej szeroko rozprzestrzeniony. Poza Europą znane są nieliczne miejsca jego występowania w Ameryce Północnej, Azji i w Republice Południowej Afryki. W Europie Zachodniej jest częsty. W Polsce Władysław Wojewoda w 2003 r. przytoczył 2 stanowiska, w późniejszych latach podano następne (jako Russula coerulea). Na Czerwonej liście roślin i grzybów Polski ma status gatunku rzadkiego – potencjalnie zagrożonego z powodu ograniczonego zasięgu geograficznego i małych obszarów siedliskowych. Najbardziej aktualne stanowiska podaje internetowy atlas grzybów. Znajduje się w nim na liście gatunków zagrożonych i wartych objęcia ochroną. Według A. Skirgiełło w Polsce nie jest rzadki, lecz prawdopodobnie mylony z innymi, podobnymi gatunkami grzybów.
Naziemny grzyb mykoryzowy występujący w lasach iglastych i mieszanych pod sosnami.

## Znaczenie
Nie jest grzybem trującym, ale przez grzybiarzy nie jest zbierany.